# Reserve-Jäger-Bataillon Nr. 21

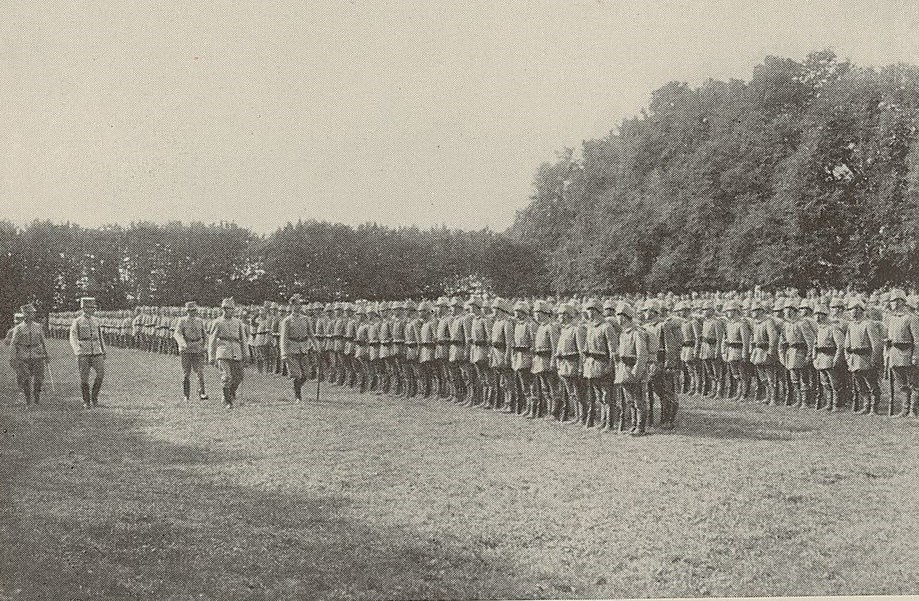
Reserve-Jäger-Bataillon Nr. 21 während einer Parade im August 1916

Das Reserve-Jäger-Bataillon Nr. 21 war ein Infanterieverband der Preußischen Armee.

## Geschichte und Formierung
Das Bataillon wurde am 5. August 1914 aufgrund Mobilmachungsbefehl vom Jäger-Bataillon „von Neumann“ (1. Schlesisches) Nr. 5 in Hirschberg als „Zweites Reserve-Jäger-Bataillon Nr. 5“ aufgestellt. Im Zuge der Bildung von 6 neuen Reserve-Korps wurde das Bataillon als Reserve-Jäger-Bataillon Nr. 21 dem XXV. Reserve-Korps zugeteilt.
Die Zusammenstellung des Bataillons war Ende August 1914 beendet. Es bestand aus 4 Jäger-Kompanien. Am 18. September 1914 rückte das Bataillon aus und wurde im Eisenbahntransport auf den Truppenübungsplatz Warthelager bei Posen verlegt. Im Februar 1915 wurde das Bataillon um eine MG-Kompanie verstärkt. Ende 1916 wurde eine zweite MG-Kompanie aufgestellt. Das Bataillon erhielt im Frühjahr 1918 noch eine Minenwerfer-Abteilung.
Das Bataillon wurde nach der Rückkehr aus Frankreich am 7. Dezember 1918 in Naumburg aufgelöst.

## Garnison / Standorte
- Aufstellung 1914 in Hirschberg
- Auflösung 1918 in Naumburg

## Einsatzgeschichte Erster Weltkrieg 1914–1918
(Quelle:)

### Kriegsjahr 1914
- 18. September bis 10. Oktober
- 12. bis 14. Oktober Verladung und Transport nach Alt Jucha
- 14. Oktober bis 5. November Stellungskämpfe bei Grajewo-Wizajny
- 6. November Verladung in Lötzen und Transport nach Thorn
- 10. bis 13. November Schlacht bei Włocławek
- 14. bis 15. November Schlacht bei Kutno
- 17. bis 30. November Schlacht bei Lodz
- 1. bis 8. Dezember Kämpfe um Glowno
- 9. bis 31. Dezember Übergang zum Stellungskrieg Raum Skierniewice

### Kriegsjahr 1915
- 1. Januar bis 17. Juli 1915 Stellungskrieg Raum Skierniewice
- 17. Juli bis 30. September 1915 Vormarsch nach Russland
- 1. bis 29. Oktober Ruhephase
- 30. Oktober bis 31. Dezember Stellungskrieg im Raum Baranowitschi

### Kriegsjahr 1916
- 1. Januar bis 26. Juni 1916 Stellungskrieg im Raum Baranowitschi
- 27. Juni bis 28. Juli 1916 Heeresreserve im Detachement Cramsta, Baranowitschi-Offensive
- 29. Juli bis 12. August 1916 Stellungskrieg, Schanzarbeiten
- 12. bis 16. August 1916 Verladung, Transport nach Galizien, Raum Lemberg
- 26. August bis 31. Dezember 1916 Stellungskrieg bei Ponykowica, ca. 5 km westlich Brody

### Kriegsjahr 1917
- 1. Januar bis 5. April 1917 Stellungskrieg bei Ponykowica
- 5. bis 6. April 1917 Verladung und Transport nach Stojanow
- 6. April bis 13. Oktober 1917 Stellungskrieg
- 14. bis 19. Oktober 1917 Verladung und Transport nach Arnoldstein
- 24. Oktober bis 31. Dezember 1917 Zwölfte Isonzoschlacht, Verfolgung Italienischer Truppen

### Kriegsjahr 1918
- 1. Januar bis 20. Februar 1918 Ruhephase in Italien
- 21. Februar bis 5. März 1918 Marsch, Verladung und Transport nach Ensisheim
- 5. bis 28. März 1918 Ruhe und Ausbildung im Raum Ensisheim
- 29. bis 31. März 1918 Verladung und Transport nach Bohain
- 1. bis 24. April Aufenthalt in Hattencourt
- 25. April bis 24. Mai Stellungskrieg im Raum Marcelcave
- 25. bis 30. Mai Ruhephase in Croix-Fonsomme
- 9. bis 14. Juni 1918 Operation Gneisenau
- 18. Juni bis 26. Juli 1918 Ruhephase im Raum Uffheim
- 26. Juli bis 28. August 1918 Abwehrschlacht zwischen Soissons und Reims
- 29. August bis 2. September 1918 Ruhephase im Raum Bois-lès-Pargny
- 3. September bis 5. Oktober 1918 Kämpfe an und in der Siegfriedstellung
- 5. Oktober bis 11. November 1918 Kämpfe in der Hermannstellung, Kämpfe in der Endphase des Krieges
- 11. November bis 7. Dezember 1918 Räumung des besetzten Gebietes, Transport nach Naumburg, Auflösung

## Organisation und Unterstellung
| von               | bis              | Unterstellung                                             |
| ----------------- | ---------------- | --------------------------------------------------------- |
| 15. August 1914   | 6. Juni 1916     | 49. Reserve-Division, XXV. Reserve-Korps                  |
| 6. Juni 1916      | 12. August 1916  | Heeresreserve                                             |
| 16. August 1916   | 21. November     | 2. Kavallerie-Division, 2. Österreich-Ungarische Armee    |
| 21. November 1916 | 5. April 1917    | Reserve-Jäger-Bataillon 2, 2. Österreich-Ungarische Armee |
| 5. April 1917     | 13. Oktober 1917 | Heeresgruppe Linsingen                                    |
| 19. Oktober 1917  | 7. Dezember 1918 | Jäger-Regiment 13, Jäger-Division                         |

## Kommandeure und Führer
| Dienstgrad        | Name                                                 | von               | bis               |
| ----------------- | ---------------------------------------------------- | ----------------- | ----------------- |
| Oberst            | Falck                                                | August 1914       | 26. Oktober 1914  |
| Oberstleutnant    | Freiherr Speck von Sternburg (Führer des Bataillons) | 26. Oktober 1914  | 1. November 1914  |
| Major             | von Bosse (Führer des Bataillons)                    | 1. November 1914  | 6. November 1914  |
| Hauptmann         | von Below (Führer des Bataillons)                    | 6. November 1914  | 10. November 1914 |
| Oberstleutnant    | von Selle                                            | 10. November 1914 | 30. November 1914 |
| Oberleutnant      | Schaubach (Führer des Bataillons)                    | 13. Dezember 1914 | 20. Dezember 1914 |
| Hauptmann         | Freiherr von Düring (Führer des Bataillons)          | 20. Dezember 1914 | 5. Januar 1915    |
| Major             | von Kummer                                           | 5. Januar 1915    | 31. Oktober 1915  |
| Hauptmann         | von Rautter                                          | 1. November 1915  | 18. März 1918     |
| Hauptmann / Major | von Diepow                                           | 19. März 1918     | 7. Dezember 1918  |

## Ausrüstung
- Verleihung des Totenkopf statt des Adlers am Tschako